# Yelena Gúrova
Yelena Gúrova (Moscú, Rusia, 30 de septiembre de 1972) es una gimnasta artística rusa que, representando a la Unión Soviética, consiguió ser subcampeona mundial en la prueba del concurso por equipos.

## 1987
En el Mundial de Róterdam 1987 consigue la medalla de plata en el concurso por equipos —tras Rumania y por delante de Alemania del Este—, siendo sus compañeras de equipo: Elena Shushunova, Svetlana Baitova, Oksana Omelianchik, Svetlana Boginskaya y Tatiana Tuzhikova.